# فسا

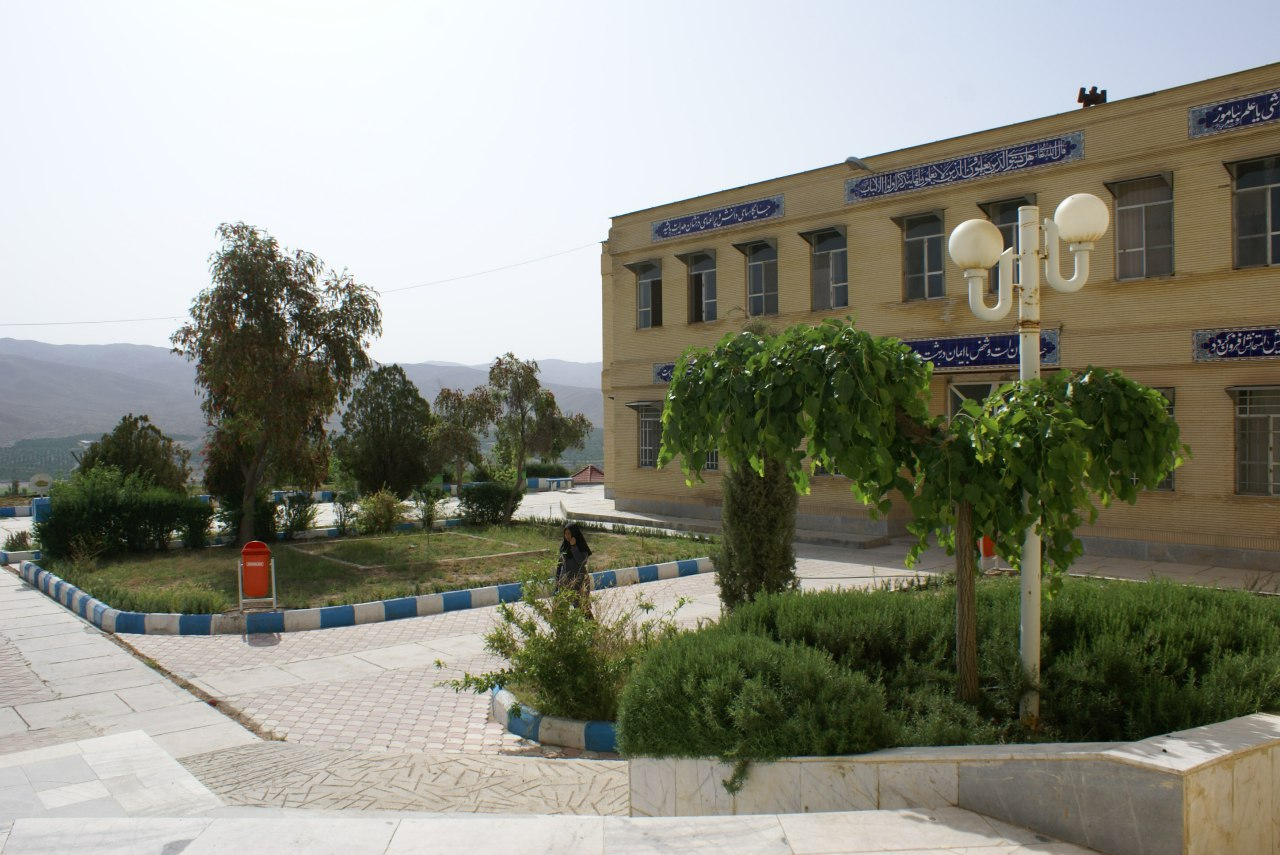
جامعة فسا الإسلامية، آزاد

فسا هي مدينة إيرانية تقع في محافظة فارس وهي مركز مقاطعة فسا ويقدر عدد سكانها بـ 90,251 نسمة، وتبعد عن شيراز مركز المحافظة 145 كم. و قد ذكر جلال الدين السيوطي في كتابه تاريخ الخلفاء أن المسلمين سيطروا عليها في زمن عثمان بن عفان في 29 هجري.

## أعلام
- أبو علي الفارسي
- حبيب الله سياري
- روزبهان البقلي الشيرازي
- ابن درستويه
- يعقوب الفسوي